# 浜松市立富塚小学校
浜松市立富塚小学校（はままつしりつ とみつかしょうがっこう）は、静岡県浜松市中央区富塚町にある公立小学校。

## 沿革
- 1874年（明治7年） - 両光寺を学舎やとして富塚小学校創立。
- 1882年（明治15年） - 富塚尋常高等小学校となる。
- 1941年（昭和16年）3月 - 浜松市富塚国民学校と改称。
- 1947年（昭和22年）6月 - 浜松市立富塚小学校と改称。
- 1979年（昭和54年）4月1日 - 浜松市立富塚西小学校を分離。
- 1987年（昭和62年）4月1日 - 浜松市立富塚中学校の開校に伴い、浜松市立北部中学校の学区を改編し分離。浜松市立富塚西小学校と同じ学区となり、現在に至る。

## 学区
- 浜松市中区富塚町のうち、東自治会（向平南３組･向平南４組･小薮飛地を除く。）･北自治会･中自治会（上ノ平地区を除く。）
  - 富塚町のうち、東自治会（向平南３組･向平南４組･小薮飛地）･ 御前谷自治会は浜松市立広沢小学校、西自治会・中自治会（上ノ平地区）〕、和合町の西和自治会は富塚西小学校が通学区域となっている。

## アクセス
- 遠鉄バス鶴見富塚じゅんかん ｢富塚小学校｣停留所から、徒歩4分

## 主な出身者
- 青嶋達也（フジテレビ、アナウンサー）昭和52年度(1978年)卒業

## 主な周辺施設
- 浜松市立富塚西小学校
- 浜松市立富塚中学校
- 静岡県立浜松商業高等学校

## 関連事項
- 静岡県小学校一覧